# Life goes on/We are young
『Life goes on/We are young』（ライフ・ゴーズ・オン/ウィー・アー・ヤング）は、日本の男性アイドルグループ・King & Princeの12枚目となるシングル。2023年2月22日にJohnnys' Universeから発売。

## 解説
同グループの4か月連続リリース第2弾として発売され、2022年11月9日発売の前作『ツキヨミ/彩り』に続き本作もダブルAサイドシングルとなっている。
DVDが付属する初回限定盤A・初回限定盤B・Dear Tiara盤、CDのみの通常盤の4形態で発売。ファンクラブ限定のDear Tiara盤に付属されるDVDには、複合型のアミューズメント施設に集まったメンバーが早朝から開店までの約2時間遊び、バーベキューを楽しむ企画映像「青春を取り戻せ！」が収録されている。
「Life goes on」は、永瀬廉が出演するTBS系火曜ドラマ『夕暮れに、手をつなぐ』のエンディング曲に起用された。かけがえのない友情と青春を描いた応援歌で「明日はきっと、うまくいく」と元気になれるような楽曲となっている。ミュージック・ビデオ（MV）では人生の中の一瞬の煌めきである「青春」を映し出すため、スケートボードやBMXで遊びながら撮影を行った。また、ダンスはs**t kingzのOguriが振付し、ドラマのエンディングではこのダンスをアレンジした「夕暮れにダンス」を永瀬とともにドラマ出演者が踊っている。
「We are young」は、岸優太が主演する日本テレビシンドラ『すきすきワンワン!』の主題歌で、玉置浩二が作曲、いしわたり淳治が作詞を手掛けた。「いつだって今がスタートライン」というメッセージを込めた新しい道を歩む人に優しく寄り添うバラード曲となっている。MVでは初めてジャニーズJr.を起用し、夢に向かって頑張っている少年たちと、彼らを応援するKing & Princeの姿がストーリー仕立てで描かれている。なお、本作の初回限定盤Bに付属されるDVDにはこのMVに加え、King & Princeのみのシーンで構成されたバージョンのMVも収録されている。
5人体制としては最後のシングルとなった。

## 収録曲
クレジット出典

### CD

#### 初回限定盤A
1. Life goes on［3:17］
作詞：木村友威 / 作曲：Joacim Persson, Johan Alkenäs, SQVARE, Sean Michael Alexander / 編曲：Joacim Persson, Johan Alkenas
  - 永瀬廉主演 TBS系火曜ドラマ『夕暮れに、手をつなぐ』エンディング曲
2. We are young［4:07］
作詞：いしわたり淳治 / 作曲：玉置浩二 / 編曲：島田昌典
  - 岸優太主演 日本テレビシンドラ『すきすきワンワン!』主題歌
3. Night Drive Groovin'［3:47］
作詞：RIKE、Funk Uchino / 作曲：Kengo Ishibashi、Osamu Fukuzawa、RIKE、Funk Uchino / 編曲：Kengo Ishibashi

#### 初回限定盤B
1. We are young
2. Life goes on
3. 僕のワルツ［4:56］
作詞・作曲：mei / 編曲：YASU

#### 通常盤
1. Life goes on
2. We are young
3. Rainbow［3:58］
作詞：EMI K.Lynn / 作曲：Erik Lidbom、CR、SB / 編曲：Erik Lidbom
  - UHA味覚糖「ぷっちょ」2023年春のCMソング
4. Sing Your Melody［3:55］
作詞：Shogo / 作曲：Stand Alone、Shogo / 編曲：Stand Alone

#### Dear Tiara盤
1. Life goes on
2. We are young
3. 愛を伝えましょう［4:19］
作詞・作曲：ふるっぺ（ケラケラ）

### DVD

#### 初回限定盤A
- 「Life goes on」Music Video
- 「Life goes on」Music Video -Dance ver.-
- 「Life goes on」Behind the scenes

#### 初回限定盤B
- 「We are young」Music Video
- 「We are young」Music Video -Lip Sync ver.-
- 「We are young」Behind the scenes

#### Dear Tiara盤
- 青春を取り戻せ！

## チャート成績
初週103.2万枚を売り上げ、2023年3月6日付のオリコン週間シングルランキングで12作連続1位を獲得。初週売上は自己最高となり、自身初の初週ミリオン、および2022年12月12日付の前作シングル『ツキヨミ/彩り』に続き2作連続のミリオン突破となった。初週でのミリオン突破は、2020年3月30日付のAKB48『失恋、ありがとう』以来2年11か月ぶり、令和5作目となる。